# 大相撲令和7年1月場所
大相撲令和7年1月場所（おおずもうれいわ7ねん1がつばしょ）は、2025年（令和7年）1月12日から1月26日までの15日間、東京都墨田区の国技館（両国国技館）で開催された大相撲本場所である。

## 番付・星取表
※赤文字は優勝力士の成績。

### 幕内
| 東方        | 東方       | 東方     | 番付   | 西方     | 西方      | 西方          |
| 備考        | 成績       | 力士名   | 番付   | 力士名   | 成績      | 備考          |
| ----------- | ---------- | -------- | ------ | -------- | --------- | ------------- |
| 6日目に引退 | 2勝3敗     | 照ノ富士 | 横綱   |          |           |               |
|             | 5勝10敗    | 琴櫻     | 大関   | 豊昇龍   | 12勝3敗   | 優勝          |
|             |            |          | 大関   | 大の里   | 10勝5敗   |               |
| 再関脇      | 6勝9敗     | 若元春   | 関脇   | 大栄翔   | 11勝4敗   |               |
| 再小結      | 7勝8敗     | 阿炎     | 小結   | 若隆景   | 7勝8敗    | 再小結        |
|             | 6勝9敗     | 隆の勝   | 前頭1  | 霧島     | 11勝4敗   | 敢闘賞        |
|             | 7勝8敗     | 翔猿     | 前頭2  | 熱海富士 | 5勝10敗   |               |
|             | 8勝7敗     | 豪ノ山   | 前頭3  | 王鵬     | 12勝3敗   | 技能賞        |
|             | 6勝9敗     | 正代     | 前頭4  | 宇良     | 7勝8敗    |               |
|             | 7勝8敗     | 平戸海   | 前頭5  | 千代翔馬 | 9勝6敗    |               |
|             | 8勝7敗     | 髙安     | 前頭6  | 一山本   | 8勝7敗    |               |
|             | 6勝9敗     | 遠藤     | 前頭7  | 御嶽海   | 2勝13敗   |               |
|             | 0勝3敗12休 | 狼雅     | 前頭8  | 宝富士   | 5勝10敗   |               |
|             | 4勝11敗    | 美ノ海   | 前頭9  | 欧勝馬   | 8勝7敗    |               |
|             | 9勝6敗     | 玉鷲     | 前頭10 | 明生     | 6勝9敗    |               |
|             | 7勝8敗     | 翠富士   | 前頭11 | 尊富士   | 10勝5敗   |               |
|             | 8勝7敗     | 錦木     | 前頭12 | 阿武剋   | 7勝8敗    |               |
|             | 8勝7敗     | 湘南乃海 | 前頭13 | 琴勝峰   | 5勝10敗   |               |
|             | 全休       | 北勝富士 | 前頭14 | 金峰山   | 12勝3敗   | 再入幕 敢闘賞 |
| 再入幕      | 10勝5敗    | 伯桜鵬   | 前頭15 | 北の若   | 4勝5敗6休 | 再入幕        |
| 新入幕      | 6勝9敗     | 玉正鳳   | 前頭16 | 輝       | 6勝9敗    | 再入幕        |
|             | 9勝6敗     | 錦富士   | 前頭17 | 時疾風   | 7勝8敗    |               |

### 十両
| 東方   | 東方      | 東方     | 番付   | 西方   | 西方    | 西方   |
| 備考   | 成績      | 力士名   | 番付   | 力士名 | 成績    | 備考   |
| ------ | --------- | -------- | ------ | ------ | ------- | ------ |
|        | 9勝6敗    | 佐田の海 | 十両1  | 嘉陽   | 7勝8敗  |        |
|        | 5勝10敗   | 紫雷     | 十両2  | 朝紅龍 | 9勝6敗  |        |
|        | 11勝4敗   | 竜電     | 十両3  | 剣翔   | 2勝13敗 |        |
|        | 9勝6敗    | 白熊     | 十両4  | 獅司   | 13勝2敗 |        |
|        | 3勝12敗   | 志摩ノ海 | 十両5  | 安青錦 | 12勝3敗 |        |
|        | 7勝8敗    | 英乃海   | 十両6  | 友風   | 7勝8敗  |        |
|        | 8勝7敗    | 栃大海   | 十両7  | 武将山 | 全休    |        |
|        | 8勝7敗    | 藤青雲   | 十両8  | 水戸龍 | 8勝7敗  |        |
|        | 5勝10敗   | 大青山   | 十両9  | 欧勝海 | 9勝6敗  |        |
|        | 3勝12敗   | 島津海   | 十両10 | 白鷹山 | 8勝7敗  |        |
|        | 4勝11敗   | 大奄美   | 十両11 | 東白龍 | 8勝7敗  |        |
| 新十両 | 6勝9敗    | 羽出山   | 十両12 | 木竜皇 | 7勝8敗  | 再十両 |
|        | 9勝3敗3休 | 若碇     | 十両13 | 琴栄峰 | 10勝5敗 |        |
|        | 11勝4敗   | 生田目   | 十両14 | 大翔鵬 | 1勝14敗 |        |

## 優勝争い
平幕の千代翔馬と金峰山が初日から7連勝。それを1敗で大関・豊昇龍、平幕・王鵬、玉鷲、尊富士が追っていた。
中日、金峰山は玉鷲を破り、中日勝ち越しを果たした。千代翔馬が宝富士に土俵際突き落とされ、1敗に後退。尊富士は1敗を守るものの、豊昇龍は平幕・正代に、王鵬は大関・琴櫻に敗れ、2敗に後退した。
9日目、金峰山は尊富士と熱戦を展開、最後は小手投げでの逆転勝利で9連勝となった。1敗の千代翔馬は美ノ海を破り、1敗をキープ。王鵬も2敗をキープするものの、豊昇龍はこれまで負けたことがない平戸海に突き落としで敗れ、3敗に後退。玉鷲も敗れ、3敗となった。
10日目には、金峰山は小結・阿炎に敗れ、1敗に後退するものの、千代翔馬は霧島に敗れ、2敗となり、単独トップは変わらなかった。10日目終了時点で、1敗・金峰山、2敗・王鵬、千代翔馬、尊富士、3敗・豊昇龍、大の里、霧島が追う形となった。
11日目、金峰山は大関・大の里と対戦、立ち合いからの喉輪攻めで大の里を起こした、大の里は引き技に出るも、金峰山は引きについていく形となり、大の里を突き倒しで破った。豊昇龍は千代翔馬を出し投げの連発の末、寄り倒しで勝利。尊富士は関脇・大栄翔に敗れ、3敗に後退。王鵬は阿武剋を破り、2敗をキープした。
12日目、2敗・王鵬と3敗・霧島の直接対決は、霧島が王鵬の後ろをとり、送り投げで勝利、王鵬を引きずりおろした。豊昇龍は１敗の金峰山と対戦、叩き込みで勝利。大の里は千代翔馬を破る一方、琴櫻は尊富士を土俵際まで追い込むも、おっつけで崩れ敗れた。これにより、2敗・金峰山を3敗で豊昇龍、霧島、王鵬、尊富士の4人が追う形に変わった。
13日目、王鵬は宇良を叩き込み、3敗を守った。霧島は高安と対戦、物言いがつく一番となったが、軍配通りとなり、霧島が勝利。尊富士は小結・阿炎のけたぐりをかわし、押し出しで勝利した。豊昇龍は大関・大の里と対戦、大の里に押し込まれるも、首投げで逆転勝利した。
14日目、2敗の金峰山は霧島と対戦、霧島に組み止められる格好となるが、一瞬の隙をついた掬い投げで逆転勝利。2敗を死守した。
王鵬は隆の勝を破り、3敗を守る。結びの一番は豊昇龍と尊富士の3敗同士の一番となったが、豊昇龍がもろ差しとなり、寄り切りで勝利。2敗・金峰山を3敗で豊昇龍、王鵬の2人が追う形で千秋楽をむかえた。
千秋楽、金峰山と王鵬の直接対決は、王鵬がいなしで金峰山を崩し、押し出しで勝利。結びの一番で豊昇龍は大関・琴櫻と対戦、下手投げで呼び込むも、持ちこたえた豊昇龍がもろ差しの形を作り、琴櫻を寄り切り。3敗で3人が並ぶこととなり、優勝決定巴戦となった。
決定戦。まず東方に金峰山、西方に豊昇龍となった最初の一番、豊昇龍は下手投げで金峰山を土俵際に追い込み、右切り返しで追い打ち、寄り切りで勝利した。続いて、王鵬との一番では、豊昇龍が左上手をつかんでの出し投げで王鵬を崩し、青房に叩きつけての寄り倒しで勝利。これで豊昇龍が決定戦を制し、自身2度目の優勝を決めた。

## 備考
- この場所から三段目の定員が従来の東西90枚（180人）から東西80枚（160人）に削減された[2]。
- この場所から立行司の42代式守伊之助が39代木村庄之助を襲名、三役格行司の15代木村庄太郎が立行司に昇格して43代式守伊之助を襲名した[3]。なお行司の昇格は他にも、12代式守勘太夫の幕内格から三役格への昇格、木村隆男改め11代木村庄三郎の十両格から幕内格への昇格、木村秀朗の幕下格から十両格への昇格があり、また床山についても床朝、床中、床辰の3人が一等から特等へ、床武が二等から一等へ昇格した。これらの行司・床山の昇格は、令和6年9月場所後に決まったもので、これが当場所前に適用された形となる。
- 元小結で東幕下3枚目の阿武咲は、番付発表前の2024年12月18日に現役を引退した[4]。
- 前場所優勝の琴櫻と、準優勝の豊昇龍の綱取りが場所前に話題となったが、琴櫻の綱取りは2日目からの5連敗により失敗に終わった。
- 1月17日に照ノ富士が現役を引退した[5]。
- 1月19日に立呼出の次郎が停年日を迎え、千秋楽まで務めて退職した。
- 三賞は、敢闘賞に優勝争いを展開した金峰山が無条件受賞。千秋楽に取組が組まれた霧島と尊富士の勝者も受賞者となり、霧島が勝利し、自身2度目の敢闘賞受賞を決めた。40歳での勝ち越しを決めた玉鷲は千秋楽勝利を条件に受賞対象となるも、琴勝峰に敗れ、受賞を逃した。技能賞は王鵬が受賞、自身初の三賞受賞となった。殊勲賞は王鵬と金峰山が優勝を条件に受賞対象となるも、こちらは果たせず、受賞者なしとなった。
- 十両は、10日目を終え、9勝1敗の獅司、安青錦、若碇が先頭を走る状態であった。11日目には、獅司と若碇の対戦が組まれ、獅司が勝利、この1番で若碇が負傷し、翌日より休場することとなった。12日目には、獅司と安青錦の1敗同士の対戦が組まれ、こちらは獅司が突き落としで勝利、この時点で単独トップとなった。翌日、獅司は生田目に押し倒しで敗れ、2敗に後退。竜電と安青錦の2敗同士の一番は竜電が制した。この時点で、2敗で竜電・獅司、3敗で安青錦、琴栄峰、生田目が追う展開となった。14日目に、竜電が生田目に敗れ、後退。獅司は星を伸ばし、千秋楽も友風に勝利、自身初の十両優勝を決めた。
- 場所後の1月29日に豊昇龍が第74代横綱に昇進した[6]。